# Provincia de Iturralde
La provincia de Iturralde es una provincia de Bolivia, ubicada en el departamento de La Paz, al norte del país. Limita al norte con el departamento de Pando, al sur con la provincia de Franz Tamayo, al oeste con la república del Perú y al este con el departamento del Beni. La capital provincial está en Ixiamas, que se encuentra en el parque nacional Madidi, en el municipio homónimo. Es la provincia con mayor extensión territorial de ese departamento con 42 815 km², además de tener una población de 18 073 habitantes (INE 2012), haciéndola una de las provincias con la menor densidad (0,42 hab/km²) de Bolivia. Posee grandes extensiones de bosques que son explotados por la industria maderera local para el mercado boliviano y extranjero.
Debe su nombre a Abel Iturralde Palacios, prefecto del departamento de La Paz y luego Senador de la República. Nació en La Paz el 11 de febrero de 1869, falleció en Santiago, Chile el 30 de junio de 1935.

## Historia
A principios del siglo XIX, la región era una fuente importante para la extracción de quina. Durante el auge de la goma, los empresarios crearon barracas en la zona del actual municipio de Ixiamas.
El 22 de diciembre de 1937 se creó mediante decreto supremo la provincia de Heath, durante el gobierno de Germán Busch, en honor al británico Ivon Heath. Luego, por decreto supremo del 17 de marzo de 1938, se estableció a la localidad de Las Piedras como capital de la provincia. Sin embargo, debido a la creación del departamento de Pando el 24 de septiembre del mismo año, la localidad de Las Piedras quedó dentro del nuevo departamento, por lo que mediante decreto supremo del 3 de abril de 1939, durante el mismo gobierno de Busch, se estableció que la capital provincial fuera San Buenaventura. Así mismo, la provincia fue renombrada mediante ley a provincia de Iturralde el 24 de septiembre de 1938, en honor a Abel Iturralde.

## Estructura
La provincia de Iturralde está dividida administrativamente en 2 municipios: Ixiamas y San Buenaventura.

## Demografía
De acuerdo con el censo boliviano de 2024, la población de la provincia de Iturralde es de 22 602 habitantes.
La población de la provincia ha aumentado más de dos veces y media en las últimas tres décadas: 
| Año  | Habitantes | Fuente                  |
| ---- | ---------- | ----------------------- |
| 1992 | 8 226      | Censo boliviano de 1992 |
| 2001 | 11 828     | Censo boliviano de 2001 |
| 2012 | 18 073     | Censo boliviano de 2012 |
| 2024 | 22 602     | Censo boliviano de 2024 |

### Población por municipios
El municipio que más ha crecido porcentualmente en población fue el municipio de Ixiamas. Su crecimiento hasta 2019 es de 172,5 % (desde 1992). El crecimiento de Ixiamas se encuentra por encima del crecimiento promedio de la provincia, del promedio del departamento y del promedio de Bolivia. 
| Población histórica de los municipios de la provincia de Iturralde | Población histórica de los municipios de la provincia de Iturralde | Población histórica de los municipios de la provincia de Iturralde | Población histórica de los municipios de la provincia de Iturralde | Población histórica de los municipios de la provincia de Iturralde | Población histórica de los municipios de la provincia de Iturralde |
| Municipio                                                          | Censo de 1992                                                      | Censo de 2001                                                      | Censo de 2012                                                      | Estimación 2019                                                    | Crecimiento (1992-2019)                                            |
| ------------------------------------------------------------------ | ------------------------------------------------------------------ | ------------------------------------------------------------------ | ------------------------------------------------------------------ | ------------------------------------------------------------------ | ------------------------------------------------------------------ |
| Ixiamas                                                            | 3 618                                                              | 5 625                                                              | 9 362                                                              | 9 862                                                              | 172,5 %                                                            |
| San Buenaventura                                                   | 4 608                                                              | 6 203                                                              | 8 711                                                              | 9 376                                                              | 103,4 %                                                            |
| Provincia de Iturralde                                             | 8 226                                                              | 11 828                                                             | 18 073                                                             | 19 238                                                             | 133,8 %                                                            |
| Departamento de La Paz                                             | 1 900 786                                                          | 2 350 466                                                          | 2 719 344                                                          | 2 904 996                                                          | 52,8 %                                                             |
| Bolivia                                                            | 6 420 792                                                          | 8 274 325                                                          | 10 059 856                                                         | 11 469 900                                                         | 78,6 %                                                             |

## Clima
Al ser parte de la Amazonia, la provincia tiene una clima caluroso y húmedo.